# 威廉斯角 (葛拉漢地)
64°57′S 63°16′W / 64.950°S 63.267°W
威廉斯角是南極洲的海岬，位於葛拉漢地西岸，是弗蘭德雷斯灣入口處的北部，比利時的探險隊首次在1897至1899年把該海岬繪入地圖。